# Escrache
 (octobre 2013).
Si vous disposez d'ouvrages ou d'articles de référence ou si vous connaissez des sites web de qualité traitant du thème abordé ici, merci de compléter l'article en donnant les références utiles à sa vérifiabilité et en les liant à la section « Notes et références ».
Escrache est le nom donné en Argentine, Uruguay, Espagne et d'autres pays hispanophones à un certain type de manifestation publique où des activistes vont sur le lieu de travail ou le domicile des personnes qu'ils veulent dénoncer publiquement.

## Origine du mot
Le mot « escrache » est un déverbal de escrachar, dont l'origine est mal établie.

## Pratique
Cette dénonciation publique est pacifique et se fait aux moyens de chants, pancartes, musique, graffiti et théâtre de rue.
À l'origine cette pratique était destinée aux anciens tortionnaires de la dictature argentine qui bénéficiaient d'une impunité légale. Cette pratique a été réutilisée ailleurs, mais pas toujours sous le même nom. Au Pérou, on parle de Roche, au Chili de Funa.
Elle a ensuite été appliquée à des politiciens, notamment à Domingo Felipe Cavallo, responsable de loi sur la conversion peso-dollar avant de finir professeur à l'université Harvard. Cette loi, alignant le cours du peso argentin sur celui du dollar, ayant été considérée comme une des raisons de la débâcle financière argentine en 2001[réf. souhaitée].

### En Espagne
En Espagne, l'escrache a été utilisée par le réseau Plataforma de Afectados por la Hipoteca (PAH, plateforme de personne affectées par le crédit immobilier) contre des personnalités du Parti populaire, qui refusaient d'examiner la possibilité d'une modification de la loi sur les crédits immobiliers[réf. souhaitée]. 
La version actuelle de la loi indique que si le bien acheté vaut moins que la dette (contractée le plus souvent avant la chute des prix de l'immobilier), alors en plus de saisir le bien immobilier du propriétaire du crédit, la banque peut aussi saisir ses salaires jusqu'au remboursement total du crédit ou en cas de chômage saisir le logement des personnes s'étant portés caution solidaires au moment de l'achat (souvent des membres de la famille proche). La Plataforma de Afectados por la Hipoteca souhaitait introduire une modification de loi ou la simple saisie du bien immobilier par la banque épongerait définitivement les dettes de la personne. 
La Plateforme a présenté l'escrache comme la seule solution trouvée pour se faire écouter et ont mis en avant l'établissement de règles à celui-ci, comme celle de privilégier les escraches sur les lieux des activités politiques de la personne (conférences de presse, déplacements...) plus que devant son domicile privée, et dans tous les cas de ne jamais pratiquer l'escrache en dehors des horaires scolaires, pour ne pas choquer les enfants.
Toutefois, les politiciens concernés ont parlé de méthodes nazis et fascistes.